# Fidelia paradoxa
Fidelia paradoxa är en biart som beskrevs av Heinrich Friese 1899. Fidelia paradoxa ingår i släktet Fidelia och familjen buksamlarbin. Inga underarter finns listade i Catalogue of Life.